# Garoto (Kaffee)
Garoto ist eine portugiesische Kaffeevariante für Kinder und nach dem portugiesischen Wort für „Junge“ benannt. Der „leichte Espresso“ wird aus dem schon genutzten Espressosatz als neuer Espresso gezogen, mit warmer Milch aufgefüllt und in einer Espressotasse serviert.
In Nordportugal wird der Garoto auch als Pingo bezeichnet (nicht zu verwechseln mit dem Café pingado).